# لنبرینمیر
لنبرینمیر (به انگلیسی: Llanbrynmair) یک منطقهٔ مسکونی در بریتانیا است که در پویس واقع شده‌است. لنبرینمیر ۹۲۰ نفر جمعیت دارد.